# Platypalpus engadinicus
Platypalpus engadinicus är en tvåvingeart som först beskrevs av Josef Mik 1896.  Platypalpus engadinicus ingår i släktet Platypalpus och familjen puckeldansflugor. Inga underarter finns listade i Catalogue of Life.